# オーベルジーヌ

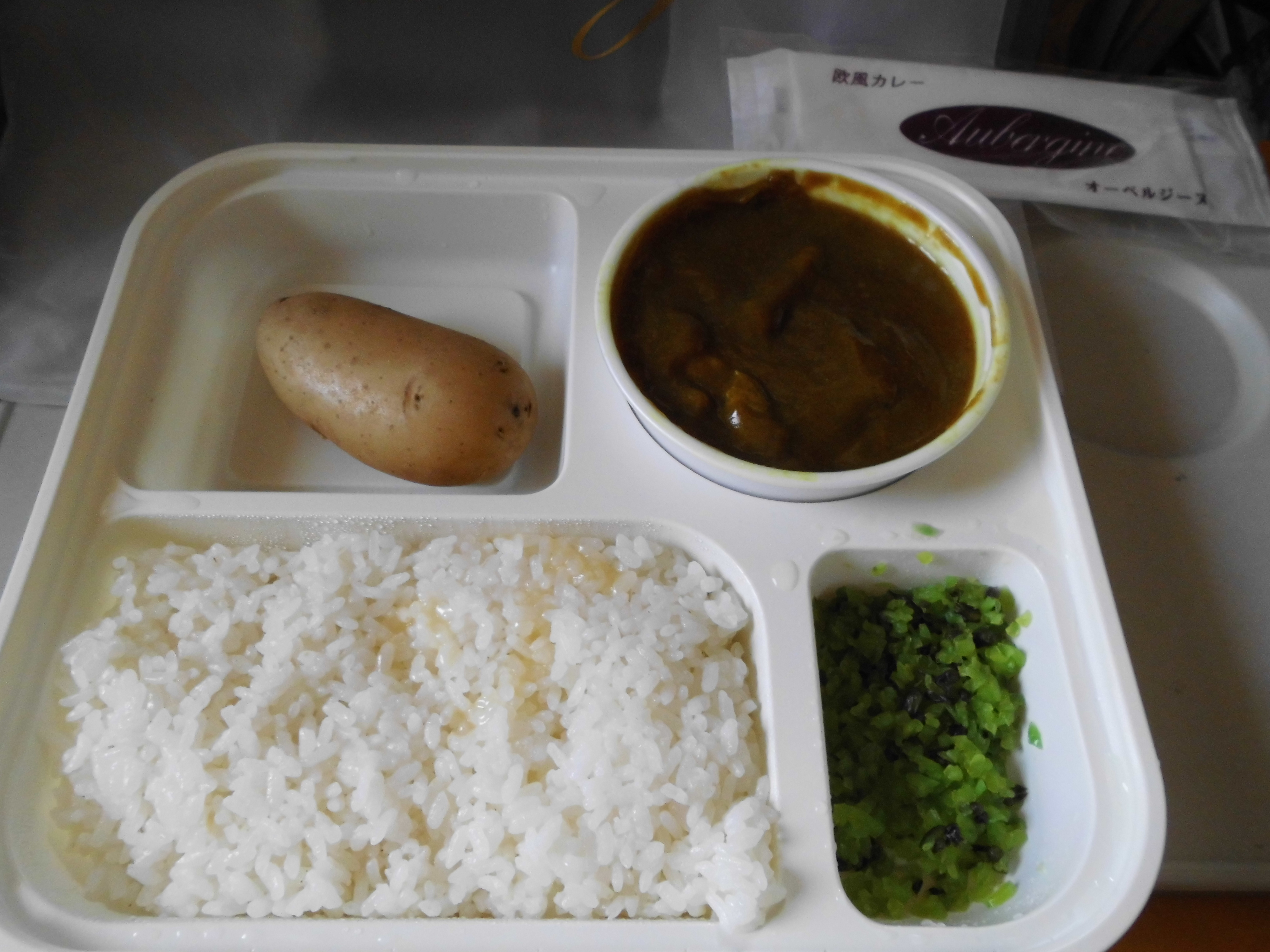
丸ごとジャガ芋が目を引くカレー弁当

オーベルジーヌは、東京都にあるカレー店である。
1986年、四谷三丁目で創業し、その後三田店が開店した。元来は一つの会社で営業していたが、現在は兄弟が会社を二分割し、四谷店は有限会社オーベルジーヌ、三田店は株式会社オーベルジーヌがそれぞれ営業している。四谷本店は店内で営業していたが、現在はデリバリーの専門店として営業している。
デリバリーの欧風カレーは、テレビ業界のロケ弁当・楽屋弁当として人気がある。監修を務めたカップメシが、日清食品から販売されている。
有限会社オーベルジーヌの店舗は、2024年4月24日に東京駅構内「グランスタ東京」の改札内地下1階にグランスタ東京店を開店。同年11月24日に四谷本店を閉店し、12月1日より新宿御苑近隣に移転開業する事になっている。
2025年3月28日、東京駅八重洲口改札外のギフトキヨスクがPLUSTA八重洲中央としてリニューアルオープンしたのに伴い、ロケ弁ではなく、二段重ねのカレー駅弁として数量限定で販売開始。